# Zazadnia
Zazadnia – niewielka polana położona wśród lasów przy Drodze Oswalda Balzera, łączącej Zakopane i Jaszczurówkę z Morskim Okiem w Tatrach Wysokich.
Zazadnia położona jest na wysokości 907 m przy wylocie doliny Filipki, nad wschodnim brzegiem Filipczańskiego Potoku. Znajduje się ok. 13 km od Zakopanego, nieco na wschód od skrzyżowania Drogi Oswalda Balzera z drogą do wsi Małe Ciche. Na polanie stoi leśniczówka, postawiona w 1892 r. przy okazji budowy szosy, w miejscu, gdzie już wcześniej istniał tartak parowy (od 1866), a także cegielnia, użyta do budowy leśniczówki. Pierwszym leśniczym był tu Władysław Bieńkowski, znawca lasów tatrzańskich, który poprzednio mieszkał w pobliskiej Brzanówce, a zmarł w tym miejscu w 1926 r. Na południe od leśniczówki (800 m szosą) znajduje się parking i przystanek autobusowy oraz punkt poboru opłat TPN, przy którym rozpoczyna się szlak niebieski, stanowiący (zwłaszcza w niedziele) popularną trasę do Sanktuarium Maryjnego na Wiktorówkach oraz na Rusinową Polanę.
Nazwa Zazadniej jest zrośnięciem wyrażenia „za Zadnią” – z punktu widzenia mieszkańców Małego Cichego polana znajduje się za Zadnią Polaną w górnej części wsi.

## Szlaki turystyczne
Zazadnia – Rusinowa Polana – Palenica Białczańska.
- Czas przejścia z Zazadniej na Rusinową Polanę: 1:15 h, ↓ 1 h
- Czas przejścia z Rusinowej Polany do Palenicy Białczańskiej: 40 min, z powrotem 50 min.